# Taxus brevifolia
Taxus brevifolia là một loài thực vật hạt trần, còn gọi là cây thông đỏ trong họ Taxaceae. Loài này được Nutt. mô tả khoa học đầu tiên năm 1849.